# Jordi Martí-Rueda
Jordi Martí-Rueda   (1976) és un escriptor i historiador especialista en la Guerra Civil espanyola i les Brigades Internacionals. El seu primer llibre, Tocats pel vent. Cinc històries humanes de les Brigades Internacionals i la Guerra Civil, va rebre el premi Liberisliber de no-ficció 2015. Ha treballat en el sector editorial i actualment ho fa a la Direcció General de Memòria Democràtica.
L'any 2020 publicà Brigadistes. Vides per la llibertat, seixanta relats breus, escrits des del compromís i l'emoció, d'una sola pàgina cadascun acompanyada d'una fotografia. L'any 2021, aparegué Swing, swing, swing, un conjunt de relats en què estils com el jazz, el swing o el lindy-hop actuen com a denominador comú. Així, des de Nova Orleans fins a la França ocupada, passant per l'Alemanya nazi, es traça un repàs de diferents situacions on la música actua com a element catalitzador, mitjançant el qual emergeix la voluntat de ser, resistir i canviar l'estat de les coses.

## Obra publicada
- Cinc històries humanes de les Brigades Internacionals i la Guerra Civil (Pagès Editors, 2015)
- Brigadistes. Vides per la llibertat (Tigre de Paper Edicions, 2020)[4][5]
- Swing, swin swing. Vides de jazz, rebel·lia i ball (Sembra Llibres, 2021)